# Sarcófago de Perséfone
El sarcófago de Perséfone, también denominado como el sarcófago de Proserpina, es una tumba imperial que pertenece al período altoimperial. Esta pieza está realizada en mármol de Carrara, un mármol que utilizaron mucho los romanos para desarrollar sus obras de arte.

## Historia
Fue descubierto frente a las costas de Alicante, cerca del poblado de Santa Pola, que tiene varios yacimientos de la época. El pueblo era un enclave comercial muy próspero por aquellos tiempos, los romanos lo consideraron como una entidad administrativa de gran valor. Se dice que por esa razón, algún comerciante de la zona mandó tallar esta obra de arte en Roma como regalo para su pueblo, pero posiblemente el barco que lo transportaba naufragó durante el viaje de ida.
Actualmente este objeto se encuentra en el MARQ (Museo Arqueológico Provincial de Alicante).

## Descripción
Los relieves del sarcófago representan la escena mitológica del rapto de Proserpina por Plutón, el dios del Inframundo. En el centro de la obra se muestra como Plutón secuestra a Proserpina tirándola al suelo; a la derecha, Proserpina es llevada por su agresor al Hades; a la izquierda, Ceres recorre con preocupación toda la tierra en busca de su hija perdida. En uno de los lados menos relevantes para el ojo humano, se nos muestra a Plutón o Mercurio, que representa al Hermes Psicopompos, un ser que acompaña a las almas al Más Allá, para al final ser entregadas al Infierno. Mientras, en otro de los laterales se representa una escena pastoril.
Esta obra representa con gran claridad la llegada de la vida y de la muerte, la primavera y el verano difunden la naturaleza y la vida, mientras que el invierno y el otoño relatan la muerte y la llegada del frío.